# Бетстерзваг
Бетстерзваг (нід. Beetsterzwaag) — село в нідерландській провінції Фрисландія. Входить до муніципалітету Опстерланд.
Його площа становить 20,99км², а населення станом на 2021 рік складало 3 685 осіб.
Перша згадка про населений пункт датується 1315 роком.

## Галерея

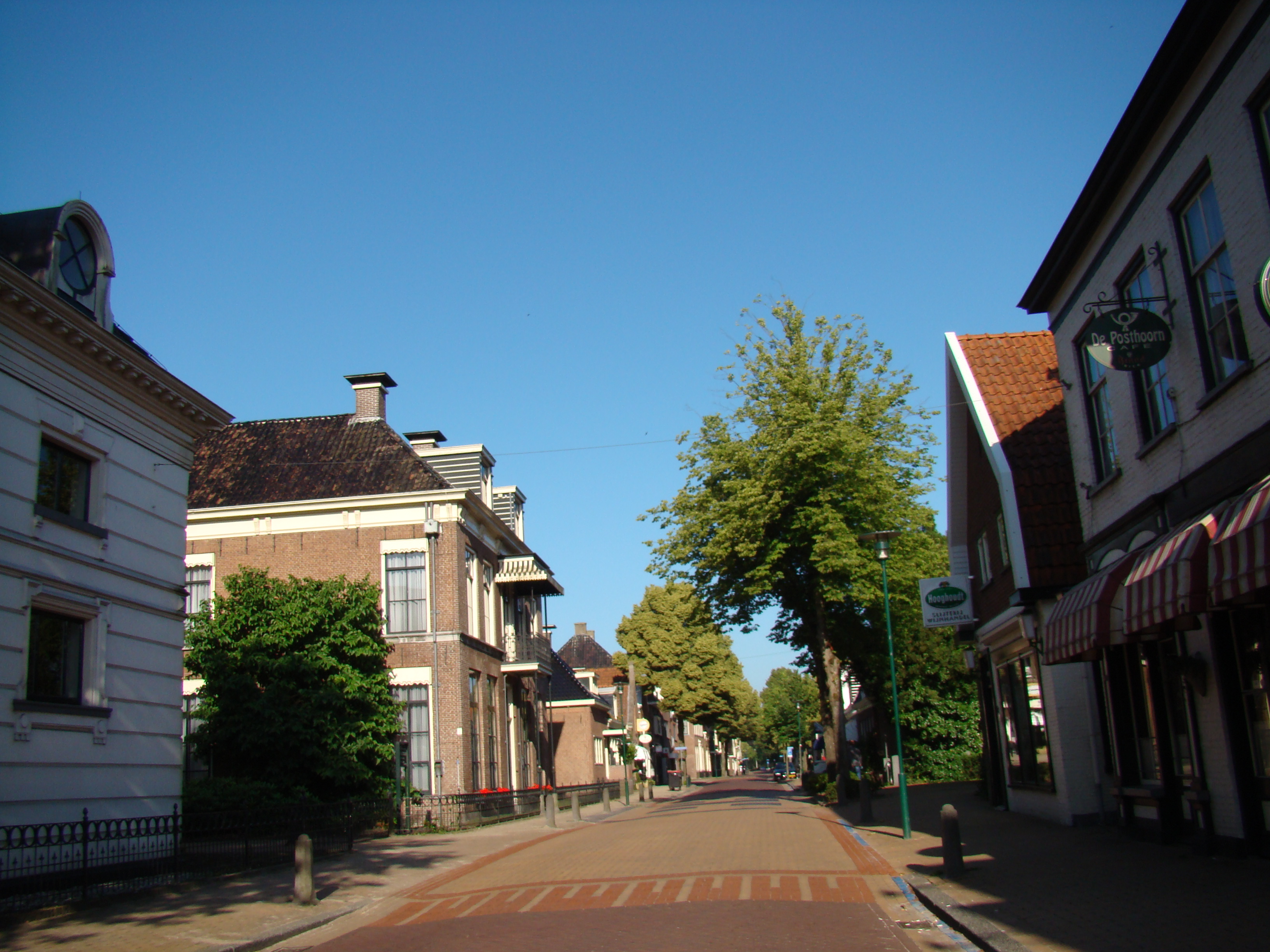
Вулична панорама
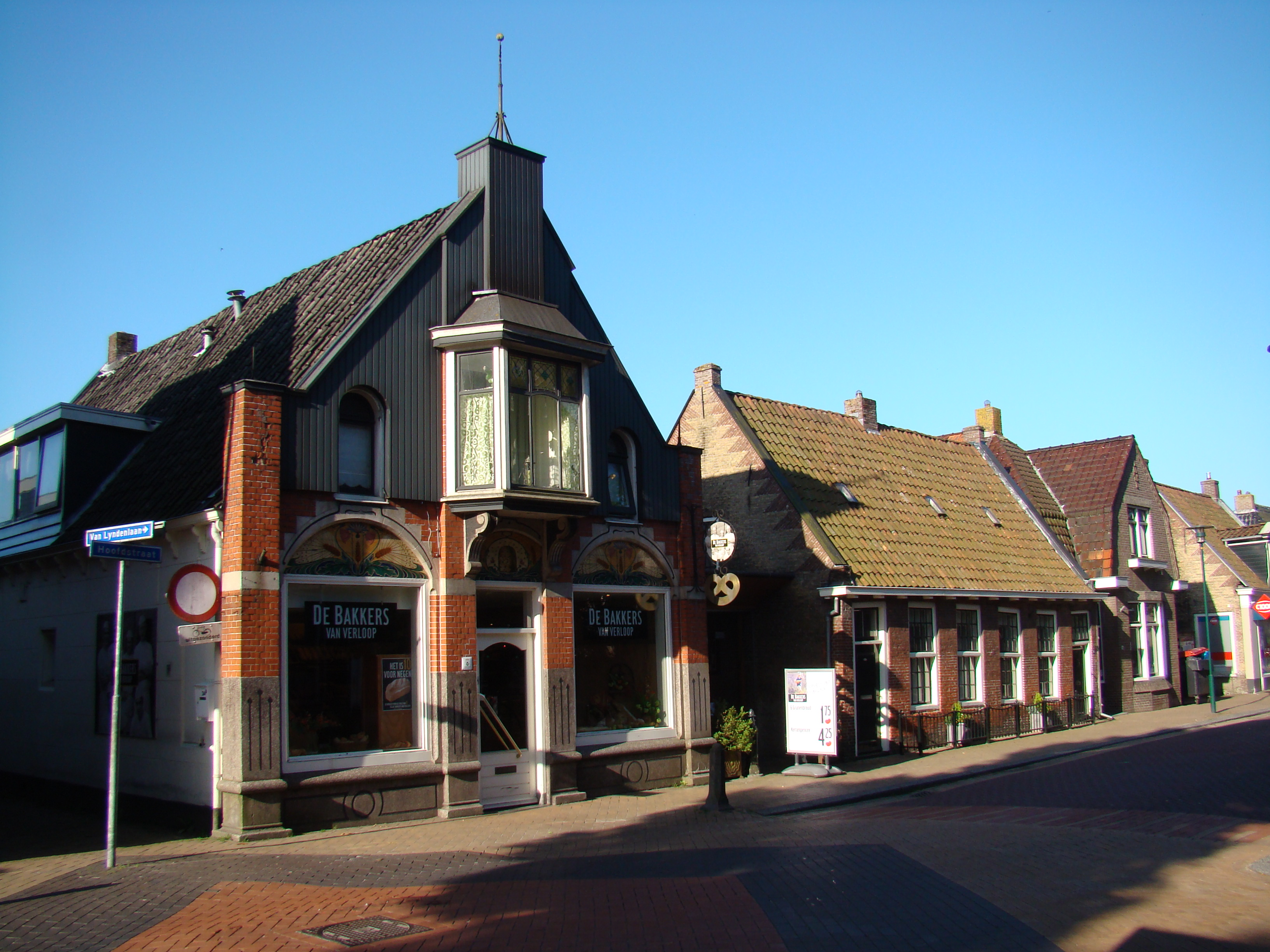
Пекарня у Бетстерзвазі
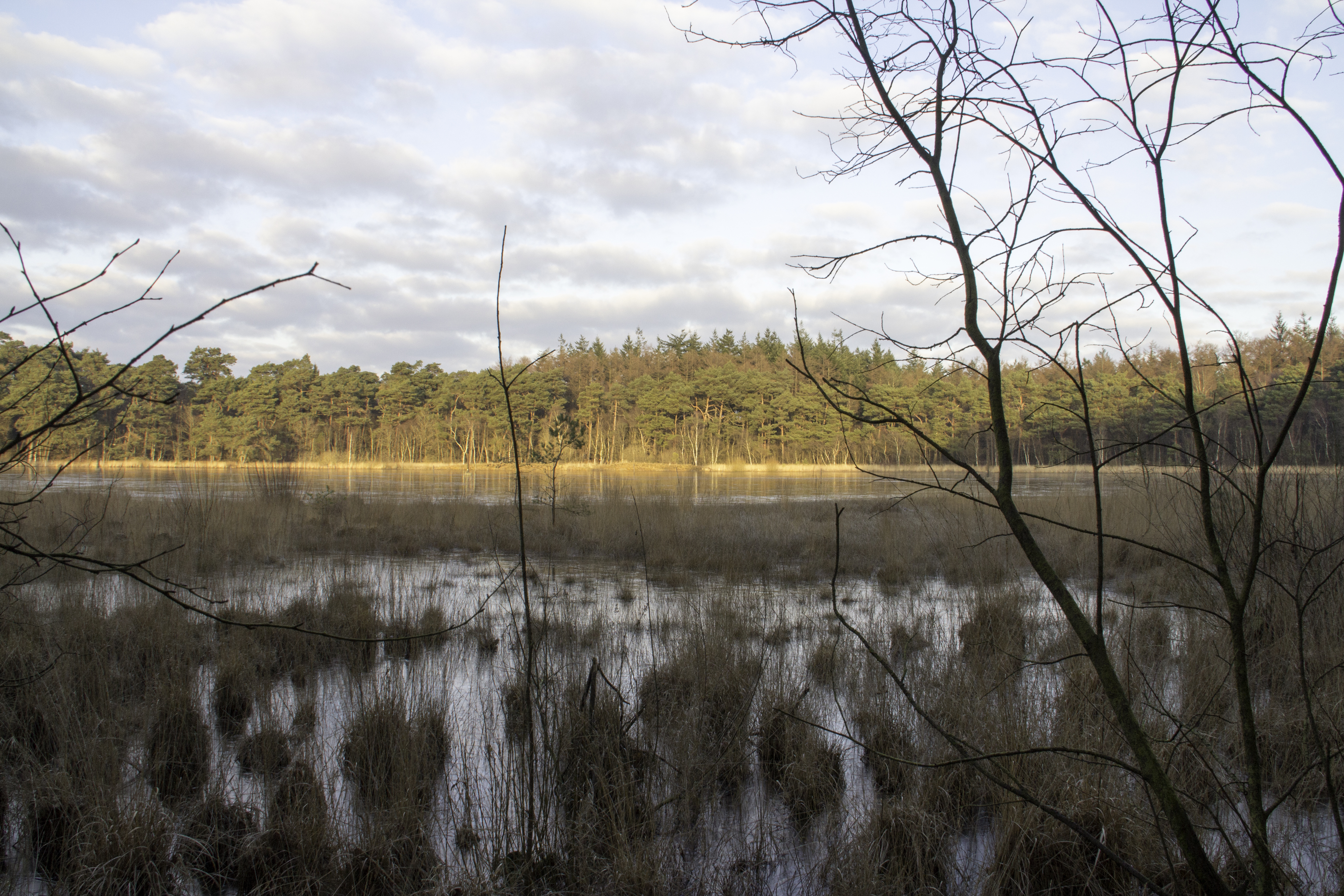
Пейзаж поблизу села
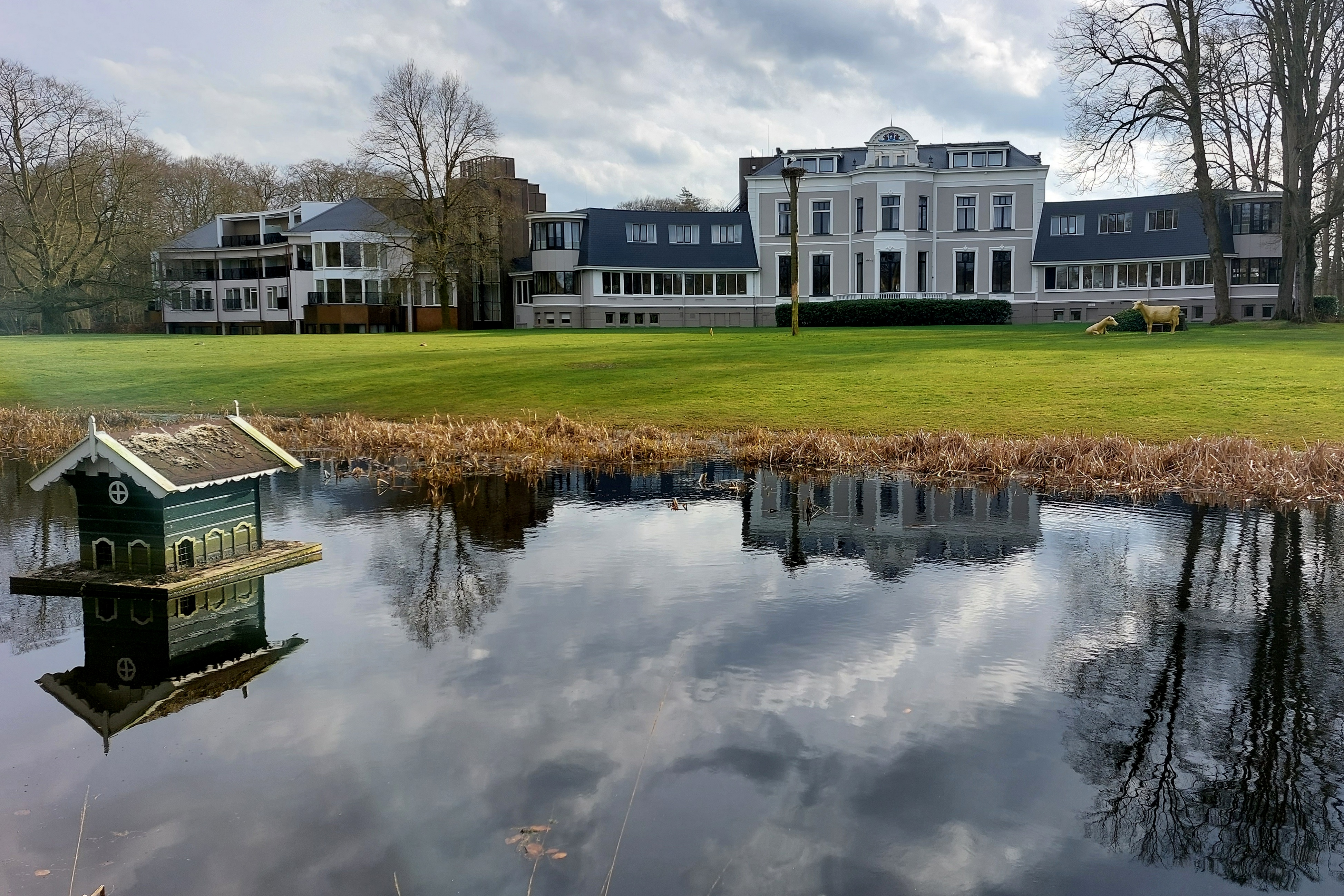
Готель